# خرس سیاه فورموسان
خرس سیاه فورموسان (نام علمی: Ursus thibetanus formosanus) نام یک زیرگونه از گونه خرس سیاه آسیایی است.

## نگارخانه

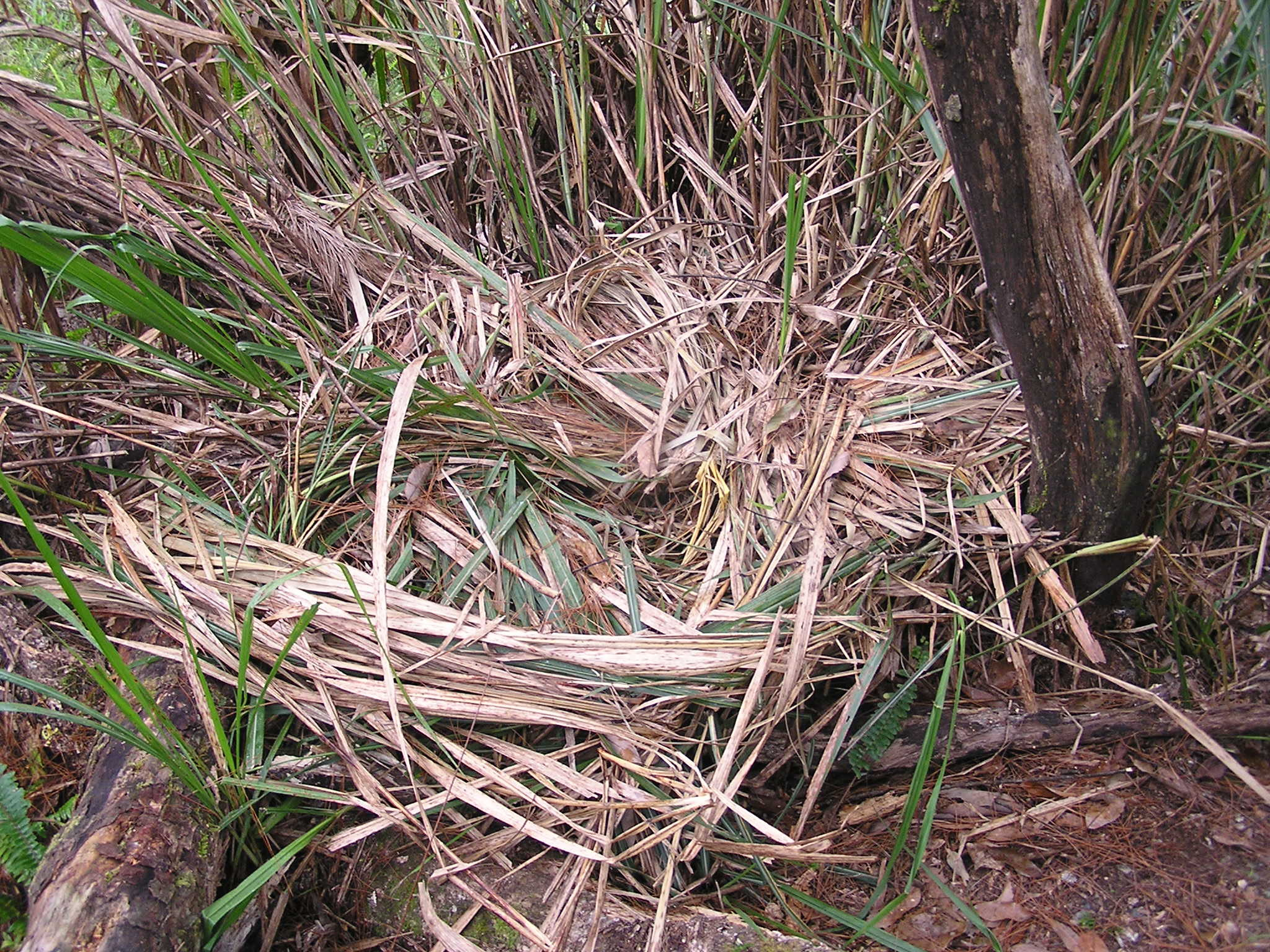
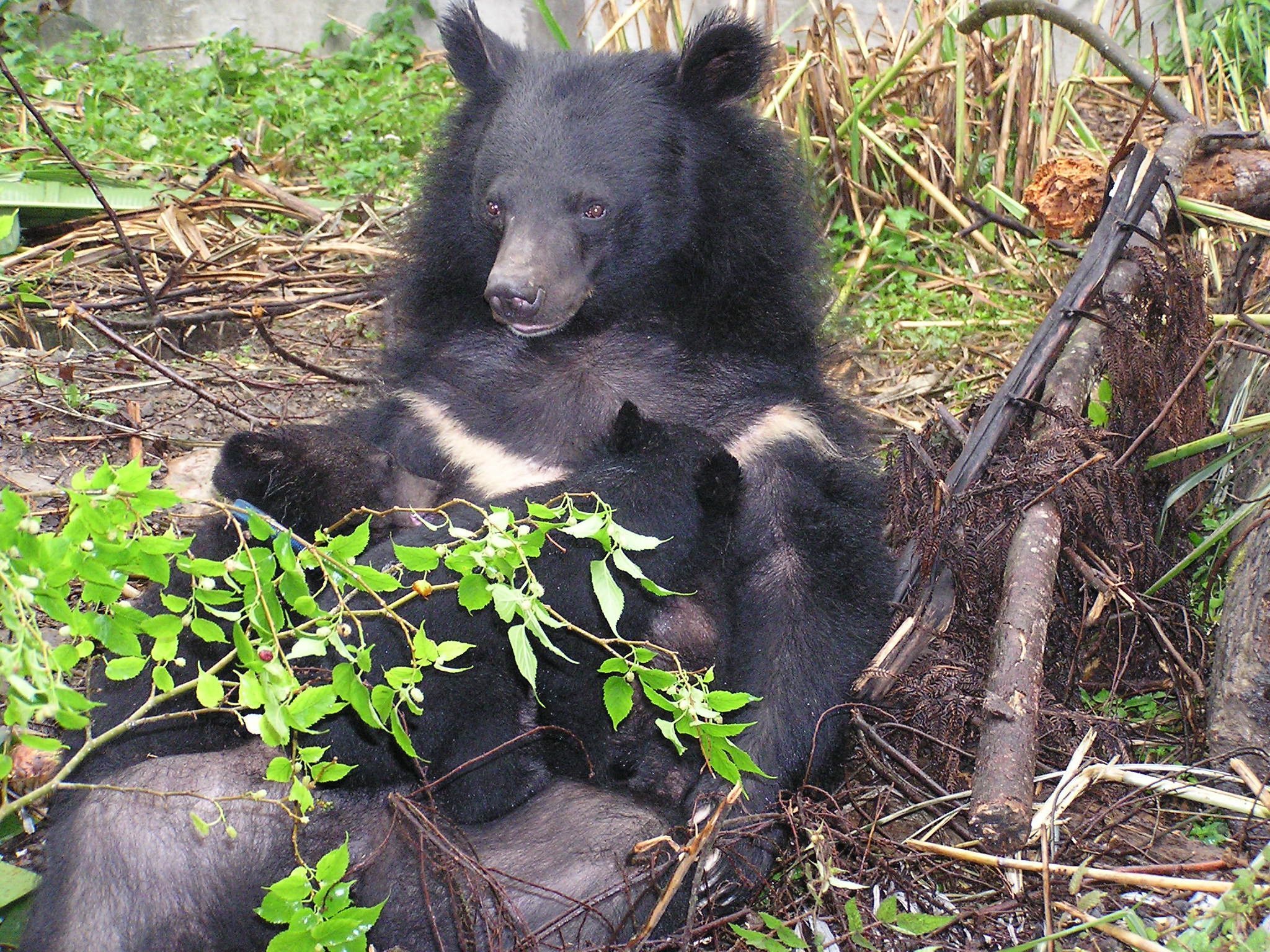
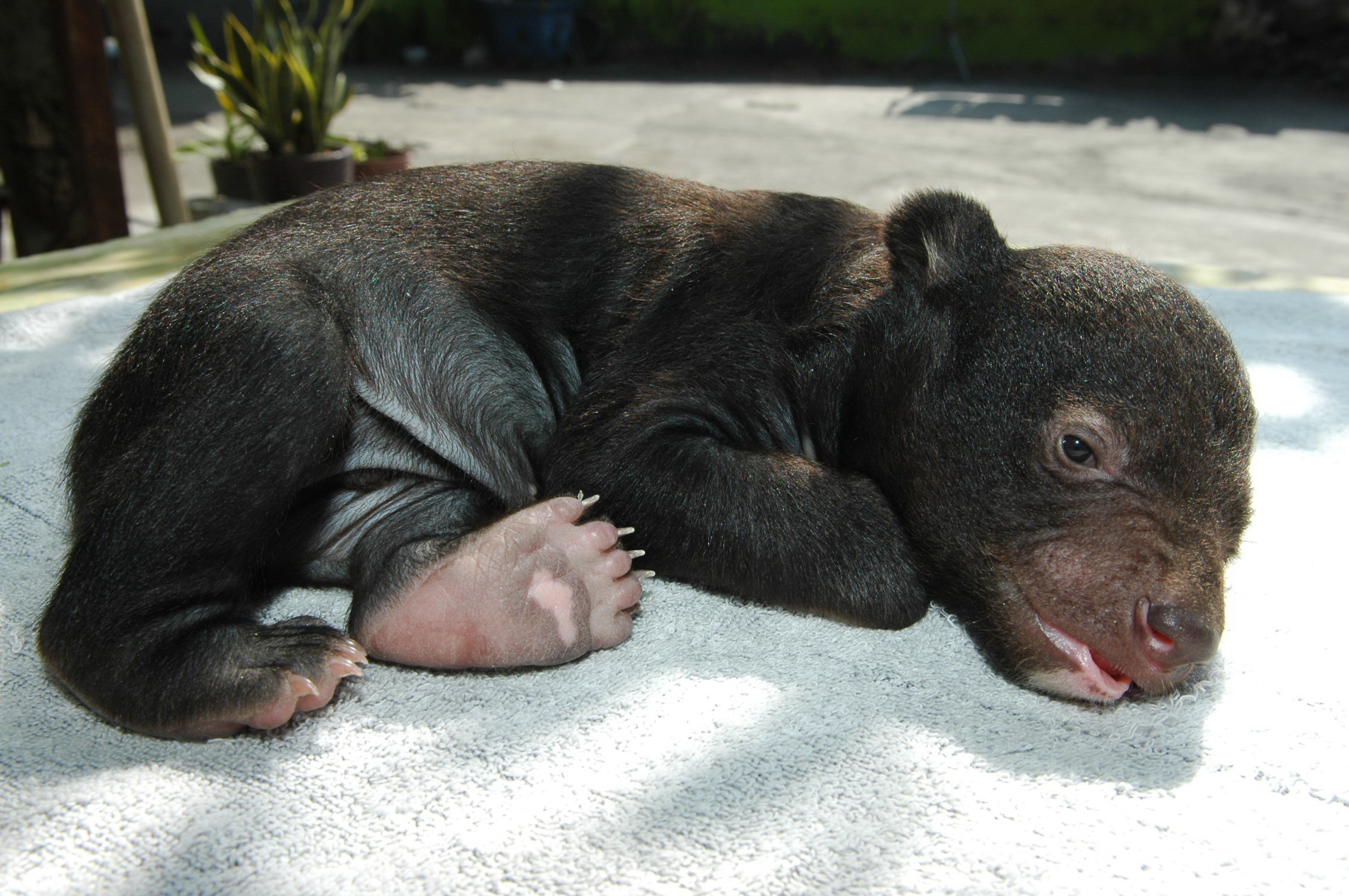
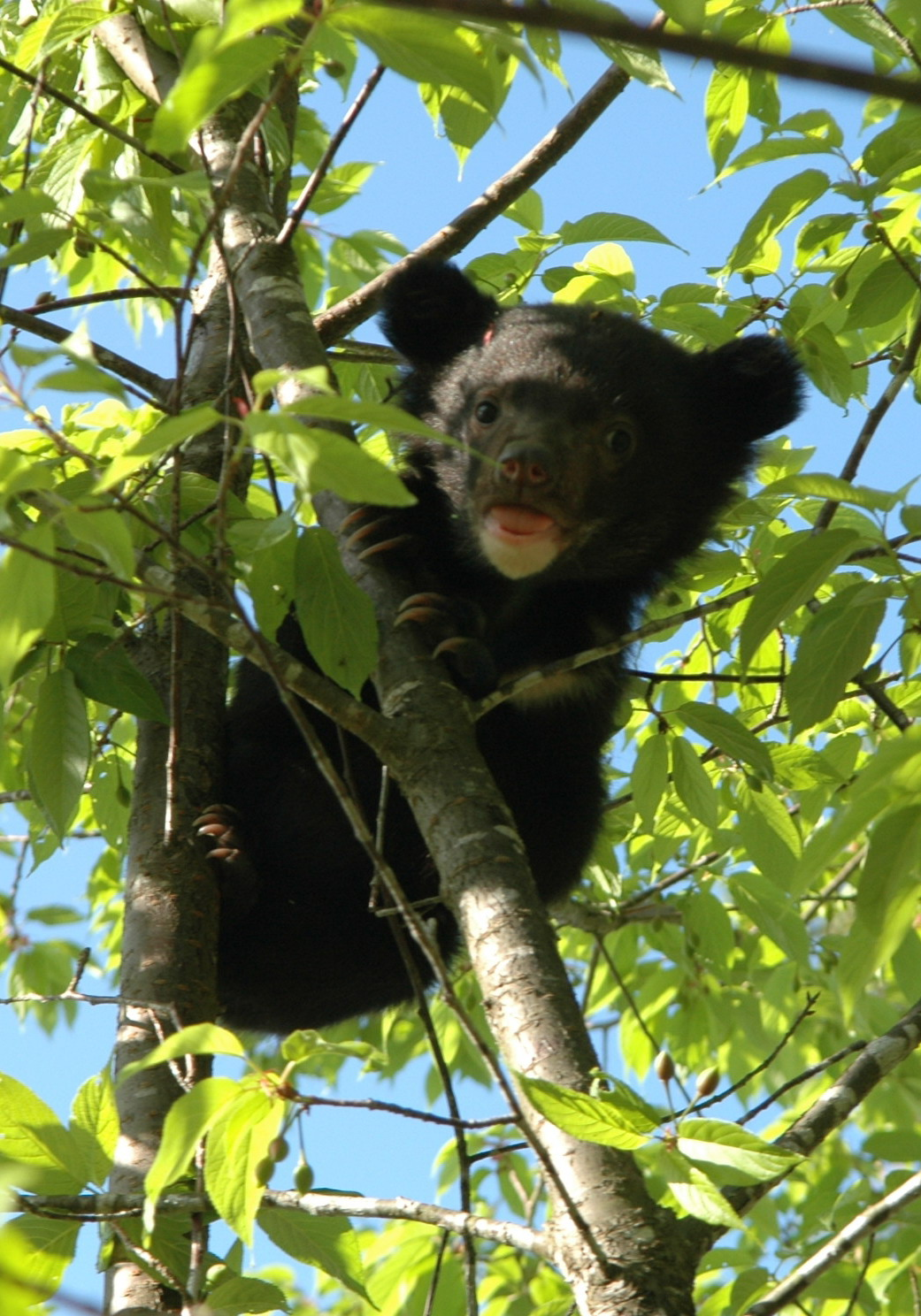